# 2-Aminopurin
2-Aminopurin (auch Isoadenin) ist ein Isomer der Nukleinbase Adenin. Es ist eine heterocyclische organische Verbindung mit einem Puringrundgerüst und einer Aminogruppe an Position 2.

## Eigenschaften
| Adenin    | 2-Aminopurin             |
| Adenin, A | 2-Aminopurin (Isoadenin) |

Am ehesten paart sich 2-Aminopurin mit Thymin als Adenin-Analogon, aber auch mit Cytosin als Guanin-Analogon. Es wird daher gelegentlich als experimentelles Mutagen verwendet.

## Verwendung
2-Aminopurin dient seit ca. 1990 als fluoreszierender Marker in der Nukleinsäureforschung. Die Fluoreszenz von 2-Aminopurin (2AP) galt bis 2014 als einfach gegeben, jedoch benötigt 2AP hierfür Wasser. Auch unterscheidet sich die Fluoreszenz je nach dem Bindungsort mit Wasser. Damit sind in der Untersuchung von DNA und RNA eingesetzte 2AP-Marker nicht so zuverlässig anwendbar wie bis 2014 angenommen. Das bedingt die Überprüfung bisheriger Forschungsresultate zu Fluoreszenzproben. 2AP besitzt drei Andock-Stellen für Wasser, die das 2AP-Fluoreszenzverhalten beeinflussen: Wird ein Wassermolekül auf einer Seite des 2AP angedockt, leuchtet es bei UV-Einstrahlung schwach. An einer zweiten Stelle erhöht das Andocken die Fluoreszenz 50-fach, während an der dritten Stelle ein einziges Wassermolekül die Leuchtkraft fast verhundertfacht. Die 2AP-Nutzung als Fluoreszenzprobe steht nicht in Frage, jedoch die Interpretation der Untersuchungen. In «wasserarmer» Umgebung, in RNA-Enzymen - oder DNA-Enzym-Komplexen muss man die «starke» und «schwache» Fluoreszenz-Seite von 2AP unterscheiden. Die Umgebung von Molekülen ändert ihr Verhalten.